# Galaktični halo
Galaktični halo je razširjena in sferična komponenta galaksije, ki se razteza preko glavne, vidne komponente. Halo sestavlja več manjših delov:
- zvezdni halo
- galaktična korona (vroči plin, tj. plazma)
- halo temne snovi

Ločnica med halojem in glavnim delom galaksije je najbolj jasna v spiralnih galaksijah, kjer je sferična oblika haloja v kontrastu z ravnim diskom. V eliptični galaksiji ni jasnega prehoda med ostalimi komponentami galaksije in halojem.

## Komponente galaktičnega haloja

### Zvezdni halo
Zvezdni halo je skoraj sferična populacija zvezd in kroglastih kopic. Obdaja večino ploščatih galaksij, kot tudi eliptičnih galaksij tipa cD. Majhna vrednost (okoli en odstotek) galaktične zvezdne mase se nahaja v zvezdnem haloju, kar pomeni, da je njegova svetilnost veliko manjša, kot ostale komponente galaksije.
Zvezdni halo Rimske ceste vsebuje kroglaste kopice, spremenljivke tipa RR Lire z nizko vsebnostjo kovine in podpritlikavke. Zvezde v našem zvezdnem haloju so večinoma stare (večina jih je starejših od 12 milijard let) in z malo kovine, a obstajajo pa tudi zvezdne kopice iz haloja, ki imajo enako vsebnost kovine kot zvezde iz diska. Halo Rimske ceste ima tudi svojo radialno hitrost disperzije okoli 200 km/s in majhno povprečno hitrost rotacije okoli 50 km/s Zvezdna formacija zvezdnega haloja v Rimski cesti se je začela že daleč nazaj.

### Galaktična korona
Galaktična korona je porazdelitev plina, ki se razteza daleč stran od središča galaksije. Lahko se ga zazna z emisijskim spektrom, ki ga odda, s prisotnostjo plina HI (H ena, 21 cm mikrovalovna črta) in ostalimi orodji, ki zaznavajo rentgenske žarke.

### Halo temne snovi
Halo temne snovi je teoretična porazdelitev temne snovi, ki se razširja čez vso galaksijo za njenimi vidnimi komponentami. Masa haloja temne snovi je veliko večja kot masa ostalih komponent galaksije. Njen obstoj je postal hipoteza, da bi pojasnili gravitacijsko potencialno energijo, ki določa dinamiko teles znotraj galaksij. Narava halojev temne snovi je pomembno področje v trenutnem raziskovanju v kozmologiji, še posebej v razmerju z galaktično formacijo in evolucijo.
Navarro–Frenk–Whitov profil je široko razširjen profil gostote haloja temne snovi, ki je bila določena skozi numerične simulacije. Predstavlja gostoto mase haloja temne snovi kot funkcijo od {\displaystyle r}, oziroma razdalje od galaktičnega središča:
{\displaystyle \rho (r)={\frac {\rho _{krit.}\delta _{c}}{(r/r_{s})(1+r/r_{s})^{2}}}}
kjerje {\displaystyle r_{s}} karakteristični polmer modela, {\displaystyle \rho _{krit.}=3H^{2}/8\pi G} je kritična gostota (kjer je {\displaystyle H} Hubblova konstanta) in {\displaystyle \delta _{c}} je brezdimenzijska konstanta. Nevidna komponenta haloja se ne more raztezati v neskončnost, saj bi to povzročilo divergirajoči integral pri računanju mase. A poda nam končno potencialno energijo za vse {\displaystyle r}. Večina merjenj, ki jih je mogoče izvesti, je relativno neobčutljivih na porazdelitev zunanjega haloja. To je posledica Newtonovih zakonov, ki pravijo, da če je oblika haloja sferiodalna ali eliptična, potem ne bo nobenega gravitacijskega učinka mase haloja iz razdalje {\displaystyle r} od galaktičnega središča na telo, ki je bližje galaktičnemu centru kot {\displaystyle r}. Edina dinamična spremenljivka, ki je povezana s širitvijo haloja, je ubežna hitrost: najhitrejše se gibajoči zvezdni objekti, ki so še vedno gravitacijsko povezani z galaksijo, lahko podajo nižjo mejo profila mase zunanjih robov temnega haloja.

## Izoblikovanje galaktičnih halojev
Izoblikovanje zvezdnih halojev se po navadi odvija v modelu hladne temne snovi vesolja, v katerem so se evolucijski sistemi, kot nastajanje halojev, odvili od spodaj navzgor, kar pomeni, da so se velikanske galaksije izoblikovale iz malih teles. Haloji, ki jih sestavljata tako barionska in temna snov, se izoblikujejo z združevanjem drugega z drugim. Dokazi namigujejo na to, da oblikovanje galaktičnih halojev poteka zaradi učinkov povečane gravitacije in prisotnosti prastarih črnih lukenj. Plin iz združevalcev haloja gre naravnost proti formaciji središčnih galaktičnih komponent, medtem ko zvezde in temna snov ostanejo v galaktičnem haloju.
Za razliko od tega je halo Rimske ceste najverjetneje nastal iz Klobase Gaia.